# Dača
Dača (rusko дача ) je tip počitniške hiše, značilen za nekatere postsovjetske države na čelu z Rusijo. Stojijo na podeželju na obrobjih mest in se običajno uporabljajo kot sezonsko prebivališče meščanov; dača ne pravimo hiši, čeprav skromni koči, če služi kot glavno prebivališče osebe oziroma družine, niti če gre za samostojen objekt na posestvu z večjo zgradbo.
Beseda dača izvira iz glagola »davat« (dati), kar se je izvorno nanašalo na posest, ki jo je car dodelil svojim plemičem, v sovjetskih časih pa je lokalna oblast občanom dodeljevala parcele izven mest za pridelavo povrtnin za osebno rabo, običajno zastonj. S tem je poskušala omiliti povojno pomanjkanje hrane. Sčasoma se je pomen izraza spremenil, da se zdaj nanaša na stavbo na taki parceli. Lastniki včasih živijo v dačah del leta, v času poletnih dopustov pa jih dajejo v najem prebivalcem mest. Stanovalcem dač pogovorno pravijo »dačniki« (дачники), kar se v širšem pomenu nanaša na življenjski slog.
Dače so pogoste v Rusiji, pa tudi v večjem delu nekdanje Sovjetske zveze in nekaterih drugih državah vzhodnega bloka. Sodeč po anketah v prvi polovici 1990. let je imela četrtina ruskih družin iz velikih mest svoje dače, po nekaterih ocenah pa v njih počitnikujeta dve tretjini Rusov. Večina jih stoji v gručah na majhnih parcelah blizu mest. Po razpadu Sovjetske zveze in vzponu novega razreda premožne elite je prišlo do vznika podobne kulture počitniških hiš, ki pa so za razliko od dač običajno zidane in z ekstravagantno podobo, saj so statusni simbol.